# Transit Blues
| Совокупная оценка | Совокупная оценка |
| Источник          | Оценка            |
| ----------------- | ----------------- |
| Metacritic        | 80/100            |
| Оценки критиков   |                   |
| Источник          | Оценка            |
| AllMusic          | [ 2 ]             |
| Rocksound         | [ 3 ]             |
| Soundfiction      | [ 4 ]             |

Transit Blues — шестой студийный альбом американской металкор группы The Devil Wears Prada, выпущенный 7 октября 2016 года на звукозаписывающем лейбле Rise Records.

## Список композиций
| №                   | Название                  | Длительность |
| ------------------- | ------------------------- | ------------ |
| 1.                  | «Praise Poison»           | 2:34         |
| 2.                  | «Daughter»                | 2:28         |
| 3.                  | «Worldwide»               | 3:28         |
| 4.                  | «Lock & Load»             | 3:19         |
| 5.                  | «Flyover States»          | 3:24         |
| 6.                  | «Detroit Tapes»           | 2:12         |
| 7.                  | «The Condition»           | 4:00         |
| 8.                  | «To the Key of Evergreen» | 5:07         |
| 9.                  | «Submersion»              | 4:13         |
| 10.                 | «Home for Grave, Pt. II»  | 4:03         |
| 11.                 | «Transit Blues»           | 3:24         |
| Общая длительность: | Общая длительность:       | 38:12        |

## Участники записи

### Состав группы
- Майк Граника (англ. Mike Hranica) — ведущий вокал, дополнительная гитара.
- Джереми ДеПойстер (англ. Jeremy DePoyster) — ритм-гитара, чистый вокал.
- Энди Трик (англ. Andy Trick) — бас-гитара
- Кайл Сайпресс (англ. Kyle Sipress) — соло-гитара, бэк-вокал

## Позиции в чартах
| Charts                               | Peak position |
| ------------------------------------ | ------------- |
| США (Billboard 200)                  | 56            |
| США (Billboard Top Hard Rock Albums) | 4             |
| США (Billboard Independent Albums)   | 13            |
| США (Billboard Top Rock Albums)      | 7             |